# Nordstadt (Bonn)
Sectorul de Nord Bonn are cca. 14 000 de locuitori și se află situat la nord-vest de centrul orașului Bonn.

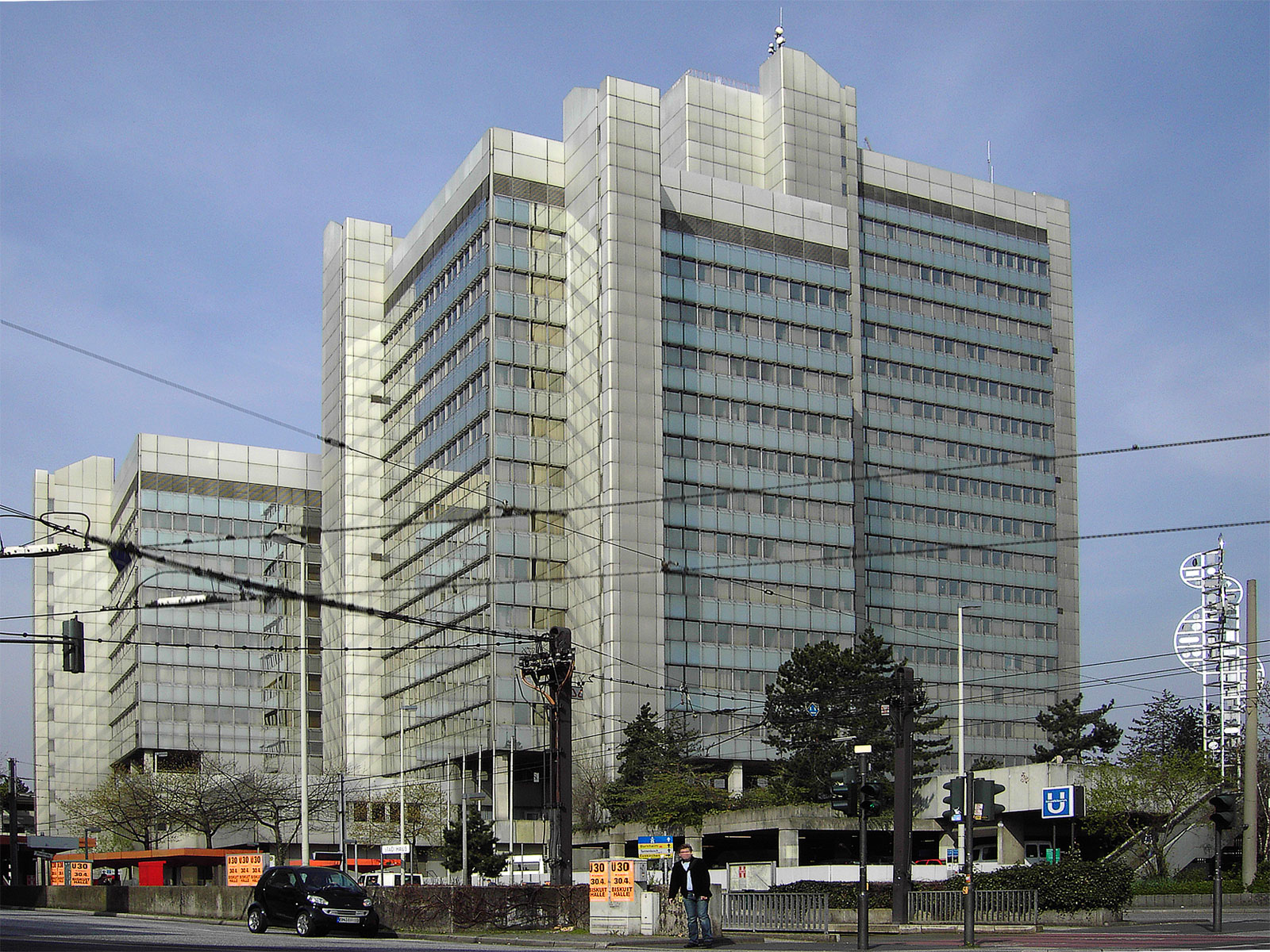
Primăria nouă (Stadthaus)

## Istoric
Cartierul de Nord a luat naștere cam în același timp cu Cartierul de Sud, dar spre deosebire de Cartierul de Sud. Aici se stabilesc persoane mai înstărite ceea ce se poate observa pe structurile arhitectonice ale clădirilor cu trei etaje și balcoane și grădini ca și al străzilor largi ca Heerstraße, Adolfstraße, Kaiser-Karl-Ring. Prin anii 1870 se plantează pomi luând naștere alei.
Între anii 1973 - 1977 este clădită în partea de sud a cartierului Primăria nouă a orașului „Stadthaus”, protestele populației au împiedicat dărâmarea clădirii primăriei vechi care azi este monument istoric.

## Obiective turitice
Pe lângă o serie de localuri, hale de cumpărături, Fabrica de magneți, Gara de cale ferată, producerea de băuturi (lichior de ouă), Case de vânzare de automobile, magazine (discount), Stadionul poștei.
Alte curiozități ca Pista de întreceri pentru cicliști, Cimitirul vechi, unde se pot vedea monumentele funerare ale lui Ernst Moritz Arndt, Clara și Robert Schumann, Karl Joseph Simrock, Wilhelm Schmidtbonn. O serie de piscine, hale, bazine de înot ca Frankenbad, clubul artiștilor  „Artothek“, biserici ca St. Marien, sau muzee ca Frauenmuseum.

## Galerie de imagini

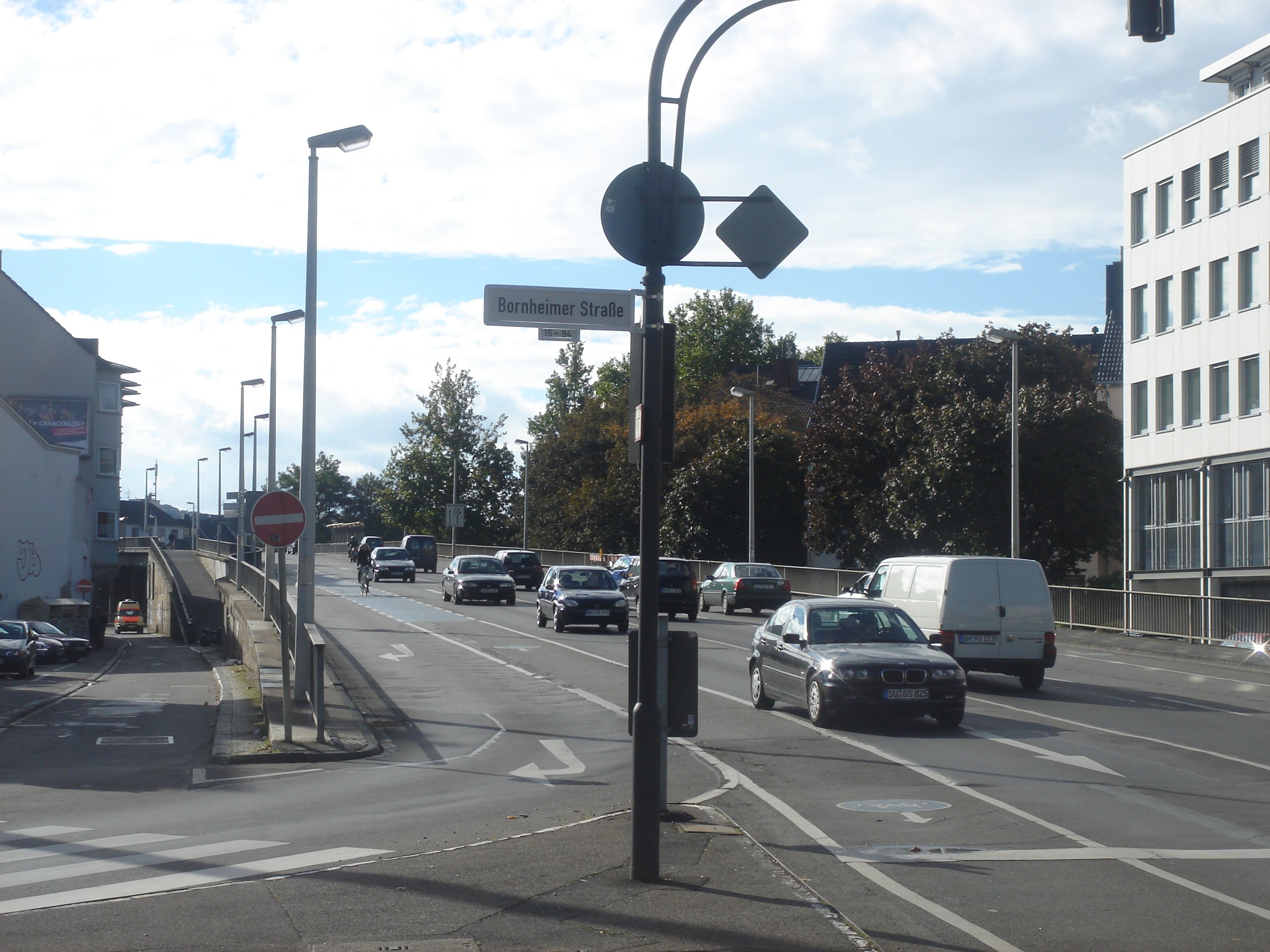
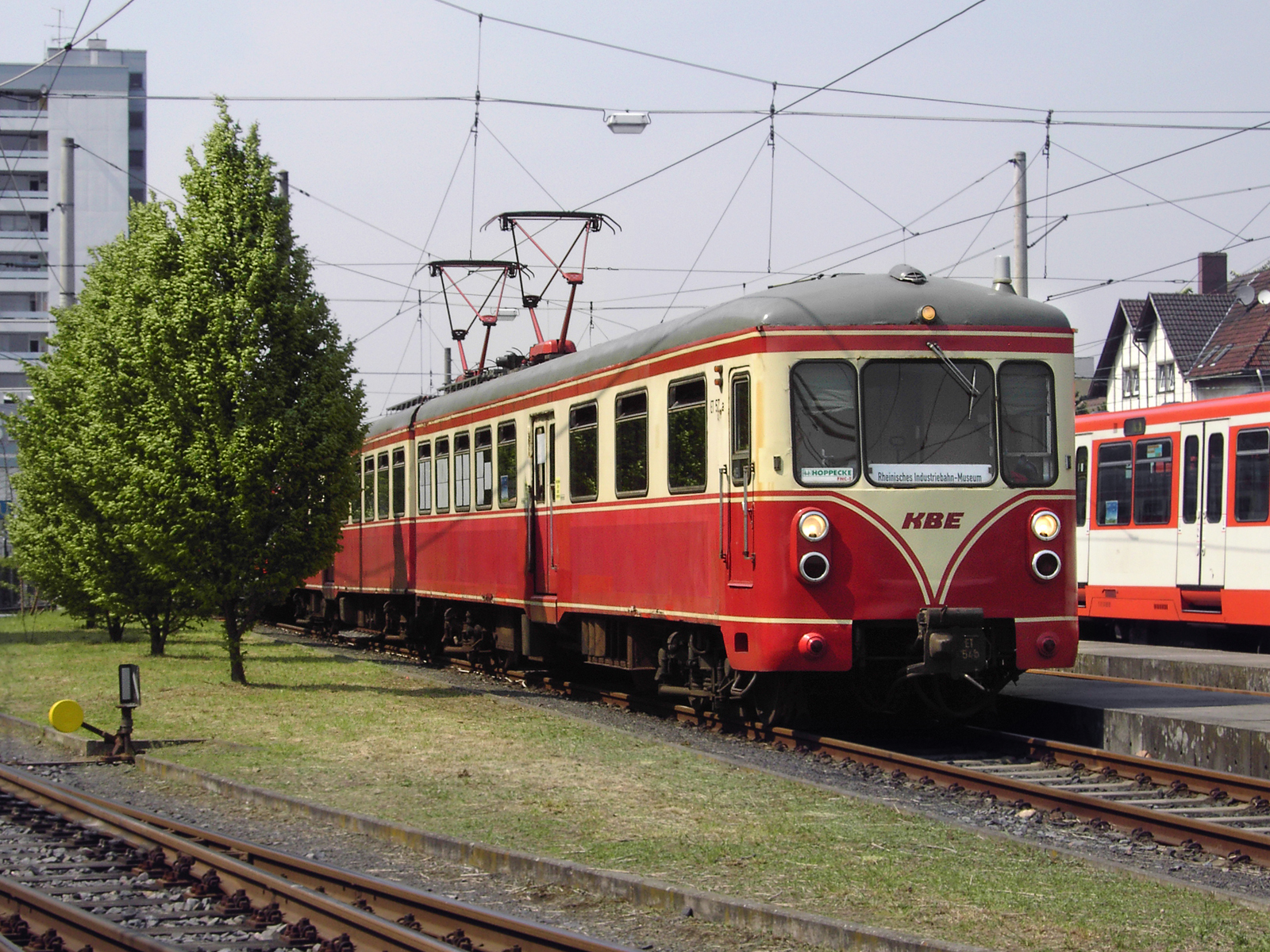